# Svarttjärnen (Kalls socken, Jämtland, 707803-133298)
Svarttjärnen är en sjö i Åre kommun i Jämtland och ingår i Nean-Vapstälvens kustområde. Svarttjärnen ligger i Skäckerfjällen Natura 2000-område.